# 福生45スタジオ
福生45スタジオ（ふっさ・フォーティファイブ・スタジオ レコードではFUSSA 45 STUDIOと記されている）は、ミュージシャンの大瀧詠一が東京都西多摩郡瑞穂町にある自宅を改造して作ったプライベートレコーディングスタジオ。

## 概要
名前の由来は、7インチレコードシングル(EP盤)の回転数から取られている。また「福生」はすぐ隣の町である
福生市にちなんだもの。
1975年の自身のレコードレーベルであるナイアガラ・レーベルスタート時には既に作られており、同レーベルから第一号としてデビューしたシュガー・ベイブのアルバム『SONGS』のクレジットにもレコーディングスタジオの一つとして記されている。しかし、レコーディングスタジオとして使われたのは1970年代だけであり、1978年にナイアガラが一旦活動を休止した際にレコーディング機材を売却したため、消滅。1980年代以後のレコーディングは外部のスタジオだけでレコーディングされたものである。
だが2004年末頃に大瀧がマスタリング器材を個人購入したことから、スタジオが復活。新生「福生45スタジオ」を、2005年3月21日発売の『NIAGARA MOON 30th Anniversary Edition』を皮切りに次々に30周年を迎えるかつて同スタジオで録音されていたナイアガラのアルバムのマスタリング・スタジオとして活用し、「笛吹銅次」(大瀧のレコーディングエンジニア時の別名)名義のマスタリングでリマスターされて再発売されることとなった。
かつてラジオ関東（現:アールエフラジオ日本）で放送し、カルト的人気を誇った大瀧によるラジオ番組『ゴーゴーナイアガラ』の収録もここで行われていた。